# (3165) Mikawa
(3165) Mikawa es un asteroide perteneciente al cinturón de asteroides, descubierto el 31 de agosto de 1984 por Kenzo Suzuki y el también astrónomo Takeshi Urata desde el Toyota Observatory, Japón.

## Designación y nombre
Designado provisionalmente como 1984 QE. Fue nombrado Mikawa en homenaje a Mikawa provincia japonesa.